# Keegan Thompson
Keegan Thompson (Cullman, Alabama, 13 de marzo de 1995) es un jugador profesional estadounidense de béisbol que se desempeña en la posición de lanzador en Chicago Cubs, equipo de las Grandes Ligas de Béisbol (MLB).

## Carrera
Fue seleccionado en la tercera ronda en el Draft de la MLB de 2017. En 2021 hizo su debut profesional con el equipo Chicago Cubs, donde lleva jugando cuatro temporadas.